# Ермаково (Марий Эл)
Ермаково (мар. Ермаксир) — деревня в Горномарийском районе Марий Эл Российской Федерации. Входит в состав Виловатовского сельского поселения.
Численность населения — 28 чел. (2010 год).

## География
Располагается в 6 км от административного центра сельского поселения — села Виловатово. Деревня окружена тремя безымянными оврагами.

## История
Марийское название состоит из слов «Йармак» — имя собственное одного из первопоселенцев и «сир» — берег. Впервые выселок Актушев из 9 дворов упоминается в 1795 году.

## Население
| 2002 | 2010 |
| ---- | ---- |
| 35   | ↘28  |